# 카르비어
카르비어(Karbi)는 인도 북동부의 카르비족이 사용하는 중국티베트어족의 언어이다. 종종 하위 방언인 평원 카르비어(Plains Karbi, Amri Karbi)를 별개 언어로 구분하여 구릉 카르비어(Hills Karbi)라고 지칭하기도 한다.

## 분류
중국티베트어족에 속하지만 그 내부에서의 위치는 명확하지 않다. Grierson (1903)는 나가어군의 하위에 분류했었으나 Shafer (1974) & Bradley (1997)는 쿠키친어군의 독특한 언어로 분류하였다. Thurgood (2003)에서는 미분류된 것으로 여기며, Blench & Post (2013)는 어족 전체의 가장 기초 분파로 분류한다.